# Big Man Japan
Big Man Japan – japoński film science fiction z 2007 roku w reżyserii Hitoshiego Matsumoto.

## Opis fabuły
Głównym bohaterem filmu jest tzw. Big Man Japan. Jego zawodem jest walka z ogromnymi potworami, które co jakiś czas nawiedzają Tokio. Żeby stanąć z nimi w szranki musi zostać naelektryzowany, wskutek czego osiąga pokaźne rozmiary. Jest jedyną osobą w swoich fachu. W przeszłości było w nim nawet 20-30 osób, w tym jego dziadek. W późnych godzinach nocnych (2:40) jest emitowany program z jego potyczkami. Nie cieszy się on wysoką oglądalnością aż do jednego ze starć.
Przez większość trwania filmu obecny w nim jest tajemniczy kamerzysta, który filmuje głównego bohatera i rozmawia z nim na różne tematy.